# Stabsobermeister (Dienstgrad)
Der Stabsobermeister war der höchste Feldwebelrang der Dienstgradgruppe der Unteroffiziere der Volksmarine der früheren NVA der DDR.
Dem seemännischen Dienstgrad stand in den anderen NVA-Teilstreitkräften der Dienstgrad des Stabsfeldwebels gleich. Nächsthöherer Dienstgrad war der Fähnrich (der Volksmarine) und bis 1973 der Unterleutnant (der Volksmarine). Der rangniedere Dienstgrad war der Obermeister (der Volksmarine).
Der NVA-Dienstgrad Stabsobermeister ist nicht zu verwechseln mit dem historischen deutschen Polizei-Dienstgrad Stabsoberwachtmeister.

## Einführung 1961
In der Volkspolizei See eingeführt, rangierte der Stabsobermeister der Volksmarine ab 1961 gleich hinter dem Unterleutnant (zur See). Mit Einführung der Dienstgradgruppe der Fähnriche im Jahre 1973, war der nächsthöhere Dienstgrad Fähnrich (zur See). Gemäß den heutigen NATO-Rangcodes wäre der Stabsobermeister mit OR-8 vergleichbar.
Anmerkung
- OR - steht für das  en Other (enlisted) Ranks (OR)[2]

## Besonderheiten
Ein vergleichbarer Dienstgrad war der Stabsoberbootsmann in der Kriegsmarine bis 1945.